# Clypse Course
Der Clypse Course war eine temporäre Motorsport-Rennstrecke auf der Isle of Man, die zwischen 1954 und 1959 für Motorradrennen der Isle of Man TT genutzt wurde.
Der Name Clypse ist wahrscheinlich auf das skandinavische Wort Kleppsstar (Kleppr’s farm) zurückzuführen, das auch namensgebend für die Straßen Clypse Beg und Clypse Moar bein Onchan ist.

## Streckenführung

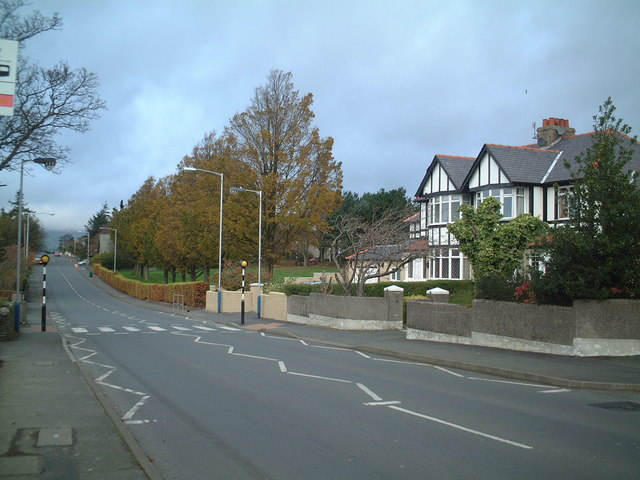
Ballanard Road in Douglas

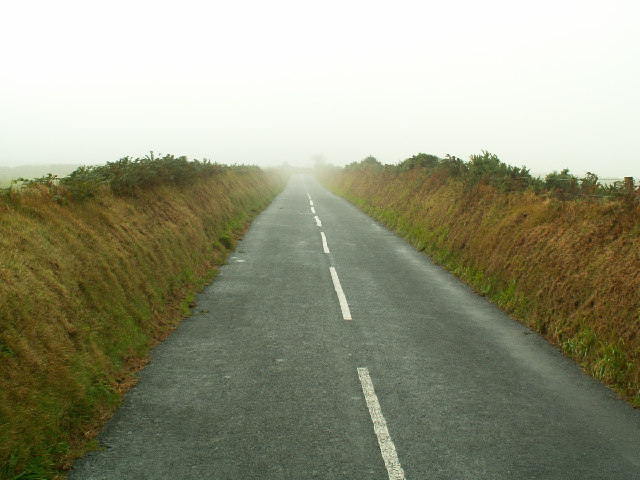
Begoade Road von Creg-ny-Baa nahe Ballacour Corner

Der Kurs hatte eine Länge von 10,79 mi (17,36 km) und wurde im Uhrzeigersinn befahren. Er bestand aus öffentlichen Straßen, die für die Rennverstaltungen gesperrt wurden. Start und Ziel lagen in Douglas.
Die Strecke nutzte den Start-Ziel-Bereich sowie zwei weitere kurze Abschnitte des Snaefell Mountain Course auf der A18 Mountain Road zwischen Cronk-ny-Mona und Creg-ny-Baa (in entgegengesetzter Fahrtrichtung) und zwischen Signpost Corner und Governor’s Bridge. Der höchste Punkt des Clypse Course befand sich mit 261 m ASL bei Ballacarrooin Hill.

## Geschichte
Der Clypse Course wurde als Straßenkurs für die Wiedereinführung der Klassen Ultra-Lightweight (bis 50 cm³) und Sidecar im Rahmen der Isle of Man TT 1954 eingerichtet. Die Rennen zählten jeweils zur Motorrad-Weltmeisterschaft. Um die Nutzung der Straßen als Rennstrecke zu ermöglichen, wurden im Winter 1953/54 Straßenverbreiterungen auf dem Mountain Course bei Creg-na-Baa, Signpost Corner und auf der Anfahrt zu Governor’s Bridge durchgeführt.
Die Wiedereinführung der Sidecar-TT-Rennen wurde 1954 kontrovers diskutiert. Einige Hersteller waren komplett dagegen. Außerdem wurde auch der Start der ersten weiblichen Teilnehmerin Inge Stoll teilweise kritisch gesehen. Die  Ultra-Lightweight sowie die Sidecar-Rennen wurden von 1954 bis 1959 und die Lightweight-TT-Rennen (bis 125 cm³) von 1955 bis 1959 auf dem Clypse Course durchgeführt. Clubman-Läufe fanden einzig 1955 auf dem Kurs statt. Nach 1959 wurde der Clypse Course nicht mehr genutzt und alle TT-Rennen wurden wieder auf dem Mountain Course ausgetragen.
Teile des Clypse Course, die nicht zum Snaefell Mountain Course gehören, wurden später für Radrennen, Bergrennen und Oldtimerveranstaltungen genutzt. Zum Mountain Course gehörende Streckenabschnitte sind regelmäßig Teil der Rally Isle of Man und der Manx Rally.

## Offizieller Rundenrekord
Der Rundenrekord datiert aus dem Jahr 1959 und wurde von Tarquinio Provini auf 250-cm³-MV Agusta im Lightweight-TT-Rennen aufgestellt. Der Italiener benötigte für eine Runde 8 Minuten und 4,2 Sekunden, was einer Durchschnittsgeschwindigkeit von 80,22 mph (129,1 km/h) entspricht.

## Rennsieger
| Jahr | Ultra Lightweight TT            | Lightweight TT                | Sidecar TT                                | Clubmans Junior TT | Clubmans Senior TT |
| ---- | ------------------------------- | ----------------------------- | ----------------------------------------- | ------------------ | ------------------ |
| 1954 | Rupert Hollaus (NSU)            |                               | Eric Oliver / Les Nutt (Norton)           |                    |                    |
| 1955 | Carlo Ubbiali (MV Agusta)       | Bill Lomas (MV Agusta)        | Walter Schneider / Hans Strauß (BMW)      | Jimmy Buchan (BSA) | Eddie Dow (BSA)    |
| 1956 | Carlo Ubbiali (MV Agusta)       | Carlo Ubbiali (MV Agusta)     | Fritz Hillebrand / Manfred Grunwald (BMW) |                    |                    |
| 1957 | Tarquinio Provini (F.B Mondial) | Cecil Sandford (F.B Mondial)  | Fritz Hillebrand / Manfred Grunwald (BMW) |                    |                    |
| 1958 | Carlo Ubbiali (MV Agusta)       | Tarquinio Provini (MV Agusta) | Walter Schneider / Hans Strauß (BMW)      |                    |                    |
| 1959 | Tarquinio Provini (MV Agusta)   | Tarquinio Provini (MV Agusta) | Walter Schneider / Hans Strauß (BMW)      |                    |                    |